# تشاينا تايمز
صحيفة تشاينا تايمز (بالصينية: 中國時報؛ بينيين: Zhōngguó Shíbào؛ بيخوتسي: Tiong-kok Sî-pò، اختصارًا: 中時؛ Zhōng Shí؛ Tiong-sî) هي صحيفة يومية ناطقة بالصينية تُنشر في تايوان، وتُعد من أكثر الصحف انتشارًا في البلاد. تأسست مجموعة تشاينا تايمز عام ١٩٥٠، واستحوذت عليها شركة (وانت وانت)، وهي تكتل شركات الأغذية والإعلام، التي تمتلك أيضًا قناتي CTV وCTiTV التلفزيونيتين.

## روابط خارجية
- الموقع الرسمي